# المسيرة الموحلة (ناشطات حق تصويت المرأة الدستوريات)

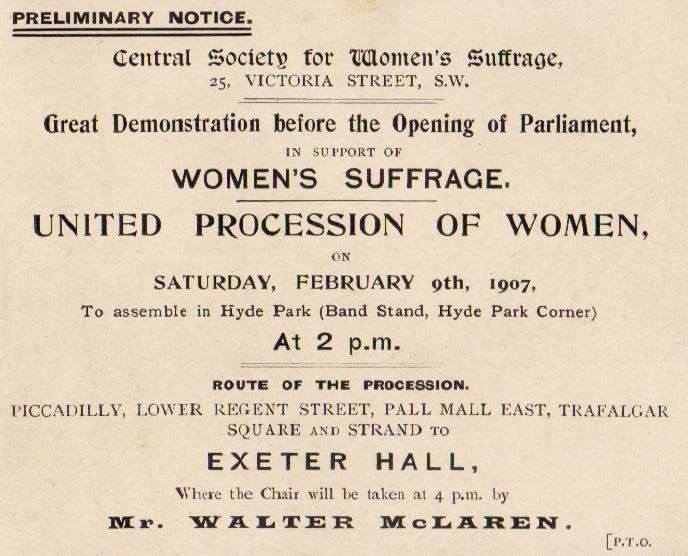
ملصق إعلاني للمسيرة الموحلة عام 1907 (الواجهة)

المسيرة النسائية الموحدة أو المسيرة الموحلة كما عُرفت، مظاهرة سلمية في لندن في 9 فبراير 1907 نظمها الاتحاد الوطني لجمعيات حق المرأة في التصويت، إذ سارت أكثر من 3000 امرأة من هايد بارك كورنر إلى ستراند لدعم حق المرأة في التصويت. شاركت النساء من جميع الطبقات في أكبر مظاهرة عامة تدعم حق المرأة في التصويت في ذلك الحين. اكتسبت اسم «المسيرة الموحلة» بسبب طقس ذلك اليوم، إذ تركت الأمطار الغزيرة المشاركات في المسيرة غارقات في الماء وملطخات بالوحل.
انقسمت مناصرات حق تصويت المرأة بين اللاتي فضلن الأساليب الدستورية واللاتي دعمن الحراك المباشر. شكلت إيميلين بانكيرست في عام 1903 الاتحاد الاجتماعي والسياسي للمرأة، ونظمت العضوات فيه واللاتي عُرفن باسم ناشطات حق تصويت المرأة المظاهرات، وضايقن السياسيين، وسُجنت العديدات منهن منذ عام 1905، ما جعله محط اهتمام الصحافة وأكسبه المزيد من دعم النساء. نظم الاتحاد الوطني لجمعيات حق المرأة في التصويت ومجموعات أخرى المسيرة الموحلة لتتزامن مع افتتاح البرلمان، بغية الحفاظ على هذا الزخم وخلق الدعم لمشروع قانون جديد للاقتراع في مجلس العموم البريطاني. اجتذب ذلك الحدث الكثير من الاهتمام العام وتغطية صحفية متعاطفة على نطاق واسع، إلا أن مشروع القانون الذي قُدم بعد ذلك بشهر «نوقش» دون تصويت.
فشلت المسيرة في التأثير على العملية البرلمانية المباشرة، إلا أنها أثرت بشكل كبير على الوعي العام وعلى تكتيكات الحركة اللاحقة. أصبحت المظاهرات العامة السلمية الكبيرة، والتي لم تحصل من قبل، سمات مميزة لحملة حق الاقتراع. حضر حوالي 500,000 شخصًا يوم الأحد النسائي في 21 يونيو 1908، والذي نظمه الاتحاد الاجتماعي والسياسي للمرأة في هايد بارك. أظهرت المسيرات أن النضال من أجل حق المرأة في التصويت حظي بدعم النساء من كل طبقات المجتمع، وعلى الرغم من الاختلافات الاجتماعية، فقد اتحدن للعمل معًا من أجل قضية مشتركة.

## خلفية
كانت ميليسنت فوسيت القوة الدافعة وراء تشكيل الاتحاد الوطني لجمعيات حق المرأة في التصويت في أكتوبر 1897، وكانت منظمة جامعة جديدة لجميع الفصائل والجمعيات الإقليمية وأخذت على عاتقها التواصل مع النواب المتعاطفين. كان هناك مجموعات تابعة للهيئة المركزية الجديدة بدايةً، وأصبحت المنظمة الهيئة الرائدة التي اتبعت المسار الدستوري لمنح المرأة حق التصويت. شكلت إيميلين بانكيرست وابنتها كريستابيل بانكيرست في أكتوبر 1903، مجموعة للنساء فقط في مانشستر، دُعيت الاتحاد الاجتماعي والسياسي للمرأة. سعى الاتحاد الوطني لجمعيات حق المرأة في التصويت إلى تحقيق أهدافه من خلال الوسائل الدستورية، مثل الالتماسات المقدمة إلى البرلمان، بينما نظم الاتحاد الاجتماعي والسياسي للمرأة اجتماعات في الهواء الطلق، وضايق السياسيين، واختارت الناشطات فيه السجن بدلًا من دفع الغرامات عندما حوكمن. بدأ في عام 1906 في استخدام لقب suffragettes (ناشطات حق تصويت المرأة المسلحات) والذي ميزهن عن suffragists (ناشطات حق تصويت المرأة الدستوريات).
كانت العلاقات بين الاتحاد الاجتماعي والسياسي للمرأة والاتحاد الوطني لجمعيات حق المرأة في التصويت ودية وقت المسيرة الموحلة، وقبل أن يبدأ الاتحاد الاجتماعي والسياسي للمرأة بإتلاف الممتلكات، إذ وقفت فوسيت والاتحاد الوطني لجمعيات حق المرأة في التصويت إلى جانب ناشطات الاتحاد الاجتماعي والسياسي للمرأة الإحدى عشر اللاتي سُجنن في أكتوبر 1906 بعد احتجاج في ردهة مجلس العموم. كتبت في 27 أكتوبر 1906 في رسالة إلى التايمز:
«تقع المسؤولية الحقيقية لهذه الأساليب المثيرة على عاتق السياسيين، الذين يُسمّون خطًا رجال الدولة، والذين لن يستجيبوا لمطلب العدالة إلا إذا صاحبه شكل من أشكال العنف. تُوجه كل أنواع الإهانة والإساءة إلى النساء اللاتي اتبعن هذه الأساليب، وخاصة من قبل صحافة الزواحف (الصحافة البولندية في فترة الاحتلال الألماني). لكني آمل أن تقف ناشطات حق تصويت المرأة الدستوريات التقليديات إلى جانبهن، وسأغتنم هذه الفرصة لأقول إنهن- في رأيي، وبعيدًا عن إلحاق الأذى بالحركة- قد فعلن خلال الأشهر الاثني عشر الماضية في سبيل إدخالها في منطقة السياسة التطبيقية، أكثر مما تمكنا من تحقيقه في السنوات ذاتها».
أدت الأعمال النضالية التي قادها الاتحاد الاجتماعي والسياسي للمرأة إلى رفع مستوى حملة حق المرأة في التصويت في بريطانيا، وأراد الاتحاد الوطني لجمعيات حق المرأة في التصويت إظهار التزامه بالقضية مثل ناشطات حق تصويت المرأة المسلحات. حقق الحزب الليبرالي بقيادة هنري كامبل بانرمان فوزًا ساحقًا في الانتخابات العامة في يناير 1906. وعد العديد من النواب الليبراليين- قبل الانتخابات- أن الإدارة الجديدة ستقدم مشروع قانون بشأن حق المرأة في التصويت، إلا أن كامبل بانرمان رأى بمجرد وصوله إلى السلطة أن تقديم تشريع جديد «ليس واقعيًا».
نظم الاتحاد الاجتماعي والسياسي للمرأة مسيرة ناجحة في لندن بعد شهر من الانتخابات، وحضرها ما بين 300-400 امرأة. اقترحت الجمعية المركزية لحق المرأة في التصويت في نوفمبر 1906 تنظيم موكب جماهيري في لندن ليتزامن مع افتتاح البرلمان في فبراير، من أجل إظهار الدعم لمشروع قانون حق التصويت، ودعا الاتحاد الوطني لجمعيات حق المرأة في التصويت الأعضاء للانضمام إلى المسيرة.

## المسيرة

### التنظيم
كُلفت بيبا ستراشي، من الجمعية المركزية لحق المرأة في التصويت بمهمة تنظيم الحدث المقرر في يوم السبت 9 فبراير 1907. كانت والدتها الليدي جين ستراشي، صديقة فوسيت، من قدامى ناشطات حق تصويت المرأة الدستوريات، لكن بيبا ستراشي لم تبد الكثير من الاهتمام تجاه القضية قبل لقائها مع إميلي ديفيس، التي سرعان ما حشدتها لصالح القضية. تولت تنظيم مسيرة لندن دون أي خبرة في التنظيم، لكنها نفذت المهمة بفعالية كبيرة لدرجة تكليفها بمسؤولية التخطيط لجميع المواكب الكبيرة اللاحقة للاتحاد الوطني لجمعيات حق المرأة في التصويت. حددت اللجنة التنفيذية لجمعية لندن في 29 يناير ترتيب الموكب ورتبت لوضع الإعلانات في صحيفتي تريبيون وذا مورنينغ بوست.
دعيت جمعيات الاقتراع الإقليمية والمنظمات الأخرى لإحضار وفود إلى المسيرة. كتبت مؤرخة الفن ليزا تيكنر أنه «توجب تهدئة جميع الحساسيات والخلافات السياسية» للتأكد من مشاركة المجموعات المختلفة. اشترطت النقابة التعاونية النسائية استيفاء شروط معينة لتحضر، كما رفضت جمعية الاعتدال النسائية البريطانية والاتحاد النسائي الليبرالي الحضور لو دعي الاتحاد الاجتماعي والسياسي للمرأة رسميًا. اعترض الاتحاد النسائي الليبرالي «المؤثر بشدة على الحكومة الليبرالية» على انتقادات الاتحاد الاجتماعي والسياسي للمرأة للحكومة، وفقًا لما ذكرته تيكنر. كانت 10 من أصل 20 امرأة في اللجنة التنفيذية للاتحاد الوطني لجمعيات حق المرأة في التصويت على صلة بالحزب الليبرالي في الوقت التي خرجت فيه المسيرة.
خُطط أن تنطلق المسيرة من هايد بارك كورنر وتتقدم عبر بيكاديللي إلى قاعة إكستر، وهو مكان اجتماع كبير في ستراند. كان من المقرر عقد اجتماع ثانٍ في الهواء الطلق في ميدان ترفلغار، وقد أنتج أعضاء رابطة الفنانين لحق التصويت ملصقات وبطاقات بريدية للمسيرة. اختارت حوالي 40 منظمة من جميع أنحاء البلاد المشاركة.